# 弗倫奇敦 (加利福尼亞州埃爾多拉多縣)
弗倫奇敦（英語：Frenchtown）是位於美國加利福尼亞州埃爾多拉多縣的一個非建制地區。該地的面積和人口皆未知。

## 地理
弗倫奇敦的座標為38°38′29″N 120°54′41″W / 38.64139°N 120.91139°W，而該地的平均海拔高度為355米（即1165英尺）。